# Rombach-le-Franc
Rombach-le-Franc (en alsacià Rumbach) és un municipi francès, situat a la regió del Gran Est, al departament de l'Alt Rin. L'any 2006 tenia 892 habitants.

## Demografia
| 1962 | 1968 | 1975 | 1982 | 1990 | 1999 |
| ---- | ---- | ---- | ---- | ---- | ---- |
| 699  | 870  | 765  | 720  | 764  | 820  |

## Administració
| Període   | Identitat         | Partit |
| --------- | ----------------- | ------ |
| 1971-1972 | Yves Ruch         |        |
| 1972-1986 | Rémy Schaeffer    |        |
| 1986-1999 | Raymond Hestin    |        |
| 1999-     | Jean-Luc Fréchard |        |